# Quint Cecili Metel Crètic (qüestor)
Quint Cecili Metel Crètic (en llatí Quintus Caecilius Metellus Creticus) va ser un magistrat romà de parentiu incert amb altres Metels. Podria ser fill de Quint Cecili Metel Crètic, cònsol el 69 aC.
Se suposa que va ser qüestor amb Gai Treboni potser l'any 60 aC, i va donar suport a l'adopció de Publi Clodi Pulcre per part d'una família plebea per motius electorals, quan Treboni s'hi va oposar. Però això només és una conjectura, ja que Ciceró no el menciona al parlar de Gai Treboni, però sí que parla d'un Metel, mort quan Ciceró va tornar de l'exili l'any 56 aC, que sempre s'havia mostrat el seu enemic. Cap dels Metels coneguts respon a aquesta descripció i per això es suposa que va ser el col·lega de Treboni.